# Reiter-Amphore

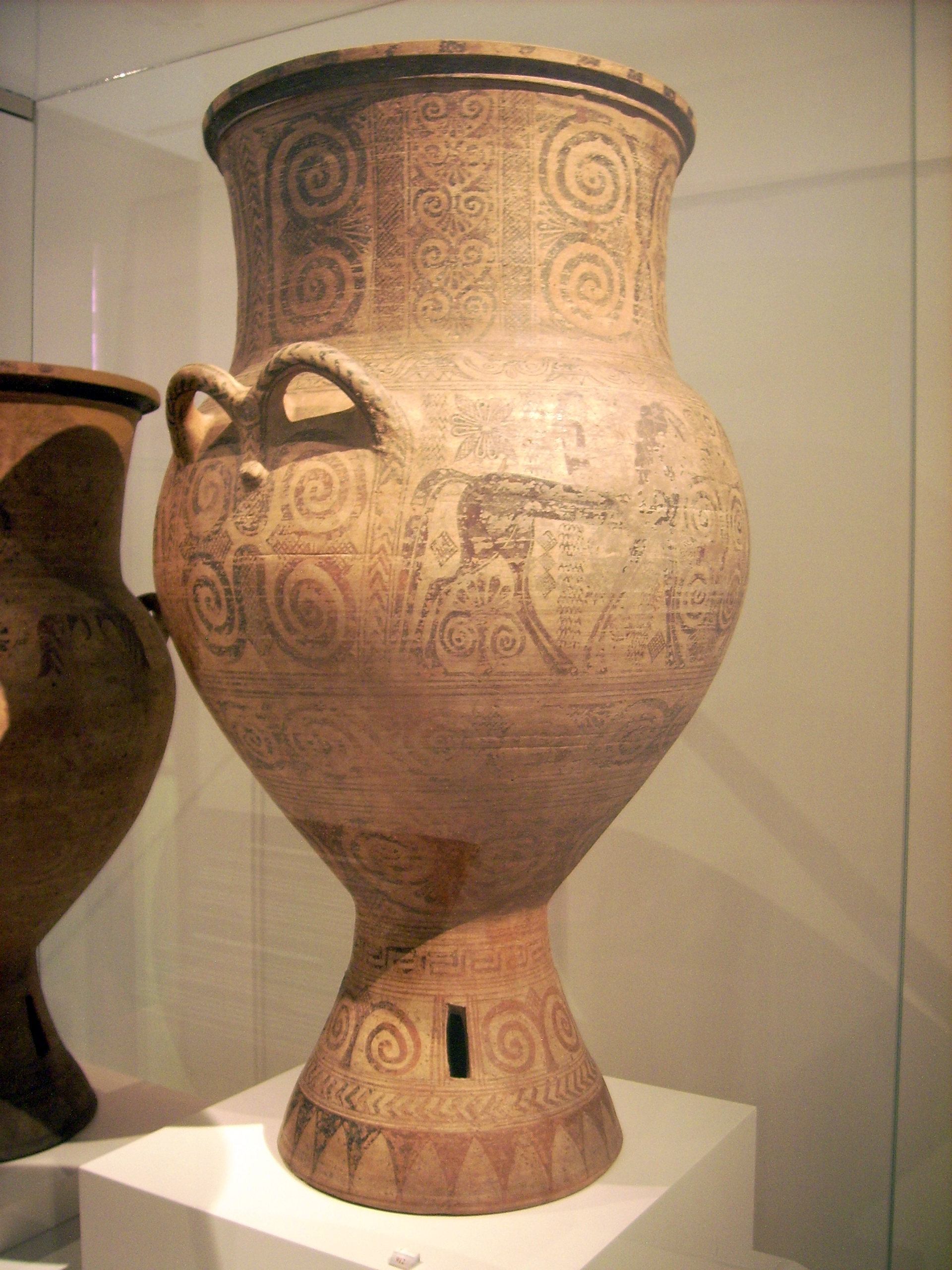
Reiter-Amphora in Athen.

Als Reiter-Amphore wird eine Melische Prunkamphore im Archäologischen Nationalmuseum Athen mit der Inventarnummer 912 bezeichnet. Sie wird um das Jahr 660 v. Chr. datiert.
Die Reiter-Amphore gehört zu den breiteren Exemplaren der Gattung. Ihren Namen erhielt das Gefäß nach seinem Hauptbild, das an das der etwas älteren Pferde-Amphore erinnert. Auch hier stehen sich zwei Pferde gegenüber, zwischen ihnen eine große Palmette. Auf diesem Bild sitzt auf den Rücken der Pferde jeweils ein Reiter. Jeder der Reiter führt an einer Leine ein weiteres Pferd mit sich, das leicht versetzt hinter den Reittieren abgebildet wird. Der Maler dieser Amphora zeigt nicht das Talent des Malers der Pferde-Amphore, seine Pferde haben einen viel zu langen Körper. Dafür wirken die Reiter unnatürlich klein. Die Konventionen zwangen den Maler offenbar, sein Motiv dem vorgegebenen Platz anzupassen. Die Freiräume werden mit verschiedenen Beiwerk ausgefüllt, darunter aus der früheren kykladischen Kunst übernommene Zickzackstapel und Rhombenpastillen. Der Hals ist mit ausgestülpten Doppel-Palmettenvoluten geschmückt, die durch Kolumnen voneinander getrennt sind. Auf der Rückseite zeigt der Maler zwei sich zugewandte Pferde ohne Reiter. Somit sind beide Seiten nicht gleichwertig. Das Gefäß ist 90 Zentimeter hoch.